# Abd al-Rahman al-Kayyali
Abd al-Rahman al-Kayyali (en arabe : عبد الرحمن الكيالي ; 1887 à Alep - 13 septembre 1969 à Alep) est un médecin syrien de la ville d'Alep et membre du mouvement nationaliste syrien, ministre de la Justice durant deux mandats. 

## Biographie
Né à Alep, al-Kayyali a étudié la médecine à l'Université Américaine de Beyrouth  et est diplômé en 1914. À l'aube de la Première Guerre mondiale, il a servi comme médecin dans l'armée ottomane à Al-Hamraa, dans le gouvernorat de Hama.
En 1919, al-Kayyali il est l'un les fondateurs du Club arabe d'Alep, un forum politique et une société promouvant le régionalisme alepin et le nationalisme arabe en Syrie contre la domination française durant le mandat pour la Syrie et le Liban. 
Un peu plus tard, il rejoindra le Bloc national, pour lequel il deviendra député en 1928, 1936 et 1943. Période durant laquelle il sera également ministre de la Justice sous l'autorité des chefs de gouvernement Jamil Mardam Bey, Saadallah al-Jabiri et Faris al-Khoury  de 1936 à 1939 et de 1943 à 1945. 
Al-Kayyali a également été diplomate syrien. Après le  traité d'indépendance franco-syrien de septembre 1936, il est nommé par Hashim al-Atassi, ambassadeur non permanent auprès de la Société des Nations, poste qu'il quitte en décembre 1936 à la suite de sa nomination en tant que membre du cabinet. De 1947 à 1949, il a été délégué l'Assemblée générale des Nations Unies pour la République syrienne.   

## Héritage
Al-Kayyali, en tant qu'activiste nationaliste de la bourgeoisie alepienne, a tissé des liens étroits avec les dirigeants du premier mouvement d'indépendance de la Syrie, comme Ibrahim Hananu (chef de la dite révolte de Hananu contre la domination française). Kayyali est considéré comme l'un des citoyens renommés d'Alep en son temps et un partisan éduqué à la mode occidentale et orienté vers la tendance nationaliste et anticoloniale,.

## Franc maçonnerie
Initié à la loge Kayssoun de Damas sous juridiction de la Grande Loge de France, il a été en 1936, vénérable maitre de la loge « Renaissance » à l'Orient d'Alep (Syrie) puis en 1937 il est élu grand maître du Grand Orient de Syrie